# Gnathophis macroporis
Gnathophis macroporis és una espècie de peix pertanyent a la família dels còngrids.

## Hàbitat
És un peix marí, demersal i de clima temperat que viu fins als 164 m de fondària.

## Distribució geogràfica
Es troba a l'Índic oriental: Victòria (Austràlia).

## Observacions
És inofensiu per als humans.